# John van den Akker
John van den Akker (* 30. Mai 1966 in Veldhoven) ist ein ehemaliger niederländischer Radrennfahrer.

## Sportliche Laufbahn
John van den Akker war Straßenradsportler. Als Amateur gewann er 1986 die Ronde van Midden-Nederland sowie eine Etappe der Tour de Wallonie und 1987 eine Etappe der Olympia’s Tour.
1988 wurde er Berufsfahrer im Radsportteam Roland und blieb bis 1997 als Radprofi aktiv. Danach fuhr er wieder als Amateur. 1997 gewann er die Limburg-Rundfahrt. Er gewann Etappen im Étoile de Bessèges (1990), in der Vuelta Ciclista a Murcia (1990), in der Olympia’s Tour (1997 und 1998), im Commonwealth Bank Classic 1997 und in der Tarragona-Rundfahrt 1999. In der Luxemburg-Rundfahrt 1992 wurde er hinter Jean-Philippe Dojwa Zweiter.
In der Tour de France 1993 wurde er 80. In der Vuelta a España wurde er 1990 110. und 1991 91. des Gesamtklassements. Bei den Straßenradsport-Weltmeisterschaften 1993 kam er auf den 58. Platz im Profirennen.